# Terrapene carolina
La  tortuga de caja común (Terrapene carolina) es una especie de tortuga de caja de la familia Emydidae. Contiene seis subespecies. Se encuentra en todo el este de los Estados Unidos y de México. Las tortugas de caja presentan un plastrón articulado (la caja) que le permite encerrarse completamente. Su mandíbula superior es alargada y curvada.
Estas tortugas son primordialmente terrestres y se alimentan de hierba, hojas e insectos; en cautiverio, comen lechuga, muchos tipos de bayas, y ocasionalmente carne picada. Las hembras depositan sus huevos en el verano. Tortugas en el norte hibernan durante el invierno.
Las poblaciones de tortugas de caja están disminuyendo debido a la pérdida de hábitat, muertes en carretera y por ser capturadas para el tráfico de mascotas. Esta especie está clasificada como Vulnerable a las amenazas para su supervivencia en la Lista Roja de la UICN. Tres estados de los Estados Unidos nombran subespecies de tortugas de caja común como su reptil oficial.

## Clasificación
Terrapene carolina fue descrita por primera vez por Linnaeus en 1758. Es la especie tipo del género Terrapene y también tiene más subespecies que las otras tres especies del género. La tortuga de caja común, subespecie del este fue la que reconoció Linnaeus. Las otras cinco subespecies fueron descritas por primera vez durante los 1800s. Además, se distingue una especie extinta.

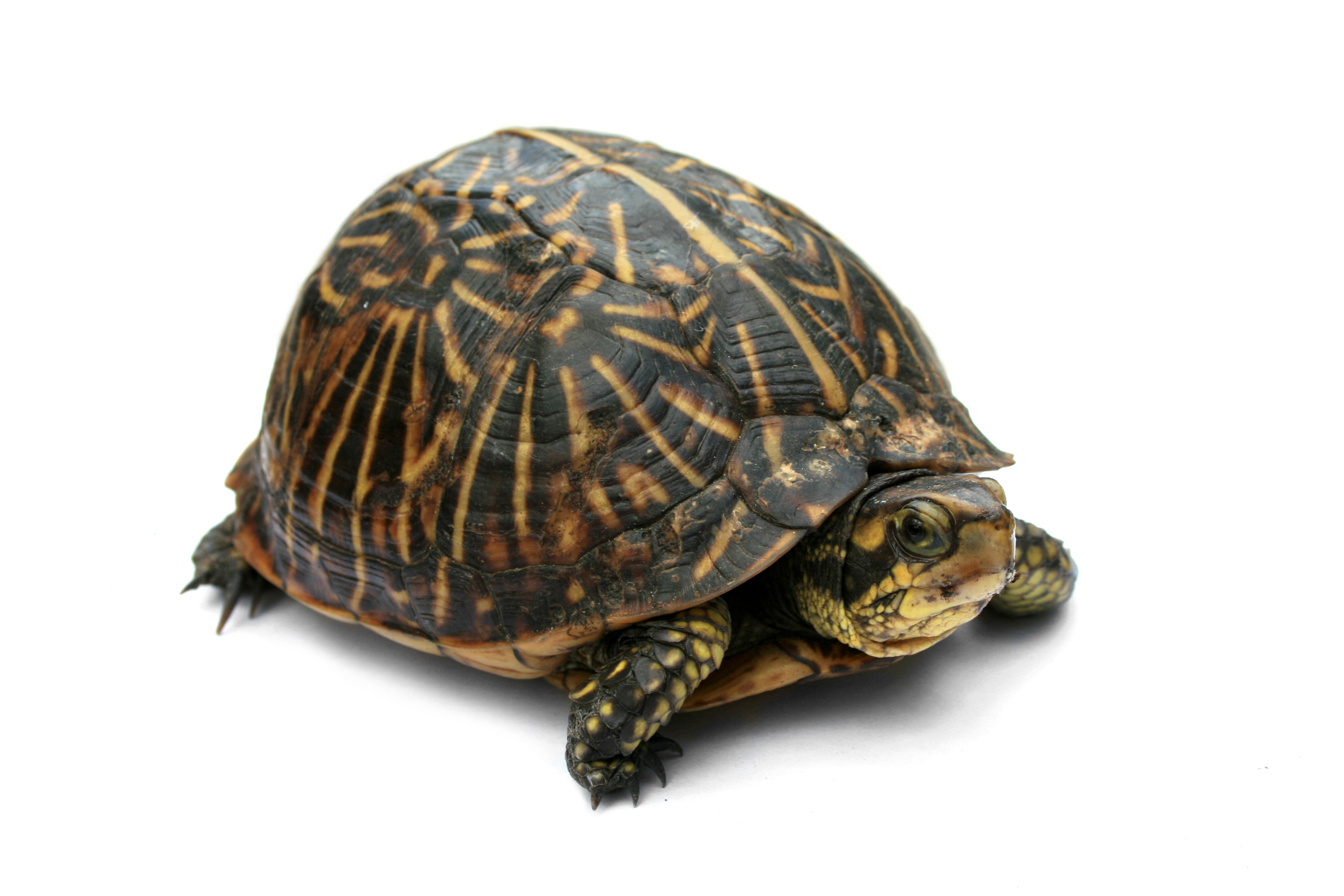
Terrapene carolina bauri.

Subespecies
| País              | Especie                               | Nombre científico                    | Autor     | Año  |
| ----------------- | ------------------------------------- | ------------------------------------ | --------- | ---- |
| Estados Unidos    | Tortuga de caja del este              | Terrapene carolina carolina          | Linneo    | 1758 |
| Estados Unidos    | Tortuga de caja de Florida            | Terrapene carolina bauri             | Taylor    | 1895 |
| Estados Unidos    | Tortuga de caja de la costa del golfo | Terrapene carolina major             | Agassiz   | 1857 |
| Estados Unidos    | Tortuga de caja de tres dedos         | Terrapene carolina triunguis         | Agassiz   | 1857 |
| México            | Tortuga de caja mexicana              | Terrapene carolina mexicana          | Gray      | 1849 |
| México            | Tortuga de caja de Yucatán            | Terrapene carolina yucatana          | Boulenger | 1895 |
| América del Norte | (sin nombre común)                    | Terrapene carolina putnami (extinta) | Hay       | 1906 |

## Descripción

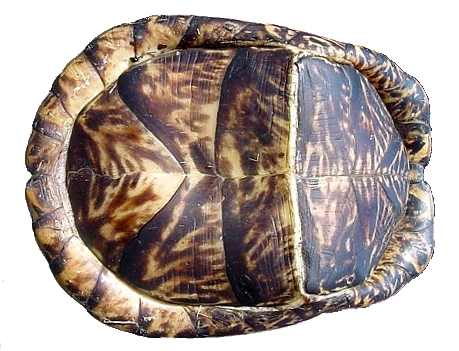
Articulaciones del plastrón de la tortuga de caja común

La tortuga de caja común (Terrapene carolina) está nombrada gracias a la estructura de su caparazón que consiste de una parte dorsal en forma de domo y un plastrón (parte ventral) grande y articulado que le permite a la tortuga cerrar el caparazón de manera que su cabeza y sus extremidades quedan aseguradas dentro de una caja resistente. El caparazón es de color café, frecuentemente adornado con un patrón variable de líneas, puntos, barras o manchas de tonos amarillentos hasta anaranjados. El plastrón es de color café oscuro y puede ser de tono uniforme o presentar manchas más oscuras.
La tortuga de caja común tiene una cabeza pequeña a mediana y una mandíbula superior en forma de gancho que las caracteriza. La mayoría de los machos adultos de las tortugas de caja tienen el iris de color rojo, mientras que las de las hembras son de color café amarillento. Los machos también difieren de las hembras porque las uñas de sus patas traseras son más cortas, robustas curvas y porque su cola es más larga y gruesa.
Existen seis subespecies vivientes de tortugas de caja que difieren ligeramente en su apariencia, por ejemplo en la coloración del caparazón y sus patrones, y la presencia de tres o cuatro dedos en cada pata posterior. La subespecie Terrapene carolina triunguis es particularmente distinguible porque la mayoría de los machos tienen la cabeza de color rojo brillante.

## Distribución
Las tortugas de caja común habitan bosques abiertos, prados pantanosos, llanuras aluviales, matorrales y pastizales con arbustos. Se encuentran en gran parte del este de los Estados Unidos, desde Maine y Míchigan hasta el este de Texas y el sur de Florida, y también se encuentran en la costa del Golfo de México y la Península de Yucatán en México. El área de distribución de la especie no es continua, ya que las dos subespecies mexicanas T. c. mexicana (tortuga de caja mexicana) y T. c. yucatana (tortuga de caja de Yucatán) están separadas de las subespeceies de Estados Unidos por un espacio al oeste de Texas. Tres de las subespecies de Estados Unidos: T. c. carolina (tortuga de caja del este), T. c. major (tortuga de caja de la costa del golfo) y T. c. bauri (tortuga de caja de Florida) habitan más o menos en las áreas que sus nombres indican. T. c. triunguis (tortuga de caja de tres dedos) se encuentra en el centro de Estados Unidos.
| Tortuga de caja del este Terrapene carolina carolina | Tortuga de caja de Florida T. c. bauri  | Tortuga de caja de la costa del golfo T. c. major |
| ---------------------------------------------------- | --------------------------------------- | ------------------------------------------------- |
|                                                      |                                         |                                                   |
| Tortuga de caja de tres dedos T. c. triunguis        | Tortuga de caja mexicana T. c. mexicana | Tortuga de caja de Yucatán T. c. yucatana         |
|                                                      |                                         |                                                   |

## Comportamiento

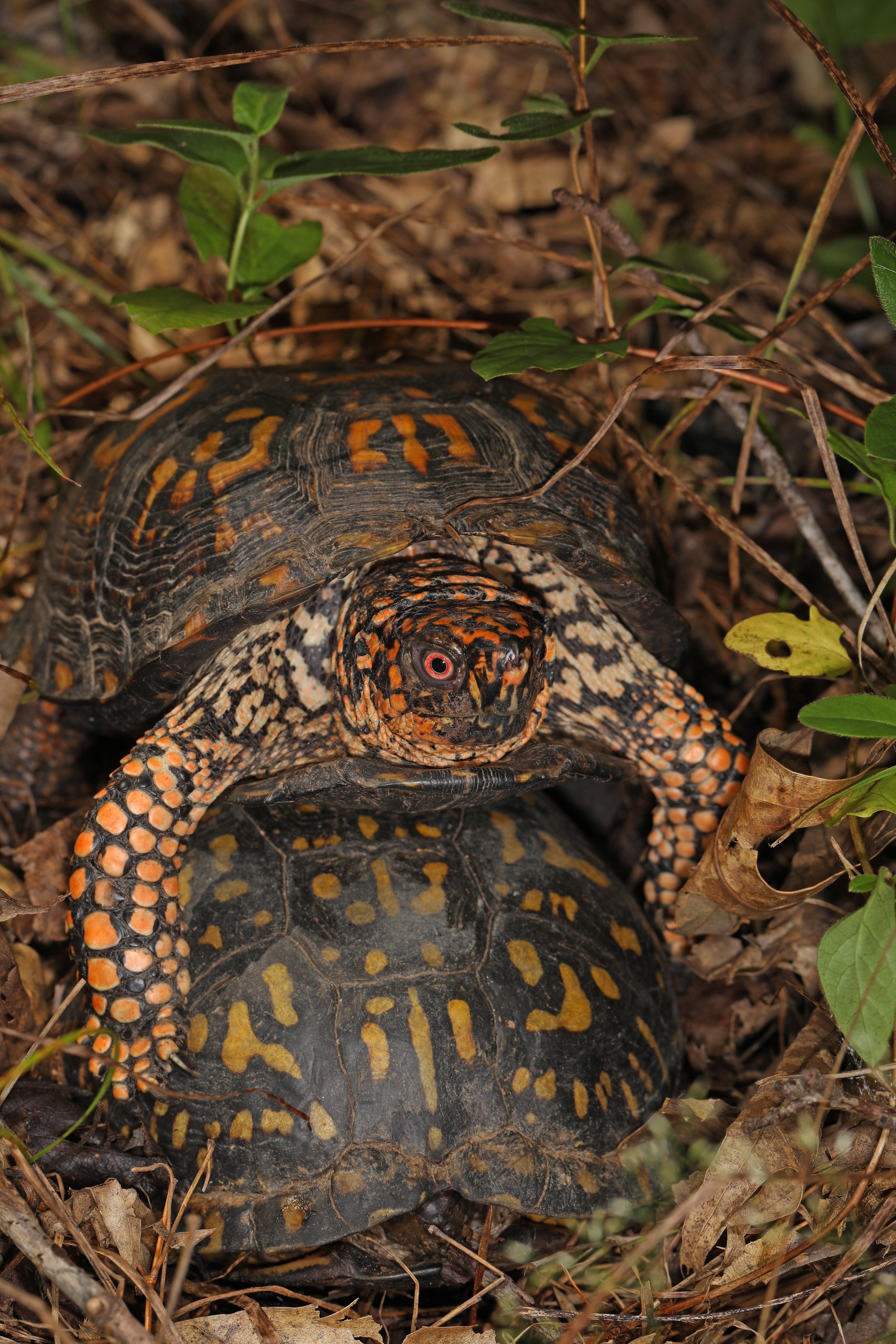
En medio del apareamiento

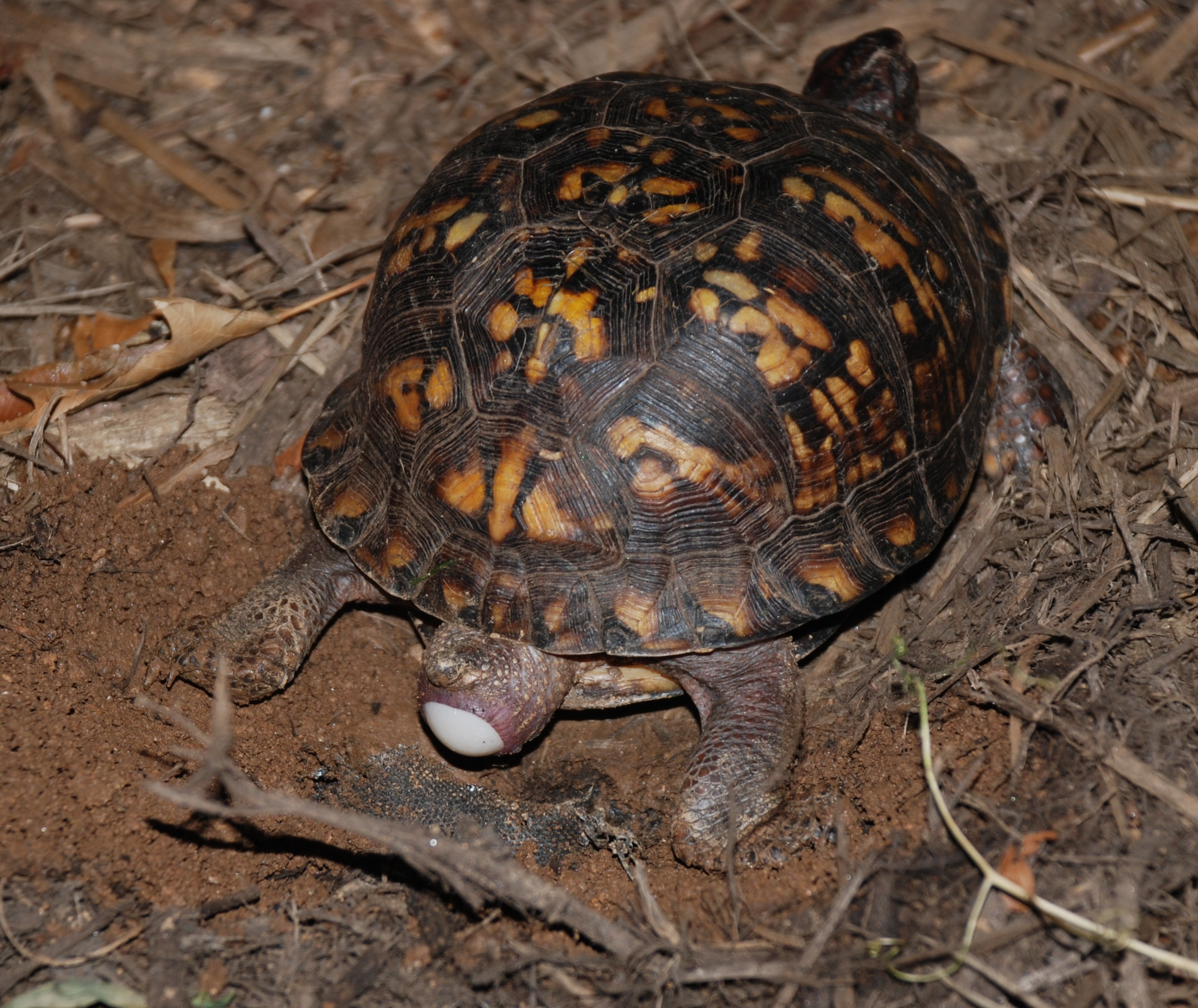
Hembra depositando sus huevos.

Las tortugas de caja comunes son reptiles predominantemente terrestres que con frecuencia se dejan ver temprano en el día o después de la lluvia, cuando salen de sus refugios en la hojarasca (ver edafón), troncos o madrigueras de mamíferos, para alimentarse. Estas tortugas tienen una dieta altamente variada, compuesta por animales y vegetales, incluyendo lombrices, babosas, insectos, bayas silvestres y algunas veces incluso carroña.
En los meses cálidos del verano las tortugas de caja comunes se ven con mayor frecuencia cerca de los bordes de los pantanos o ciénagas, posiblemente en un esfuerzo por mantenerse frescas. Cuando la temperatura corporal de las tortugas de caja comunes está cerca de los 32 °C, se embadurnan saliva sobre las patas y la cabeza, para refrescarse cuando la saliva se evapore. De manera similar, la tortuga puede orinar sobre sus patas traseras para enfriar las partes del cuerpo que no es capaz de cubrir con saliva.
El cortejo en las tortugas de caja comunes usualmente se da durante la primavera, comienza con una fase en la que el macho rodea, muerde y empuja a la hembra. Después de algunos empujones y mordidas al caparazón, los machos se agarran a la parte posterior del caparazón de la hembra apoyándose sobre sus patas traseras para poder inclinarse en posición casi vertical, y aparearse con la hembra. Sorprendentemente, las tortugas de caja comunes hembra pueden almacenar esperma hasta por cuatro años después del apareamiento, y por lo tanto no necesitan aparearse cada año.
Durante los meses de mayo a julio las hembras depositan entre 1 a 11 huevos en un nido en forma de frasco que excavan en un parche de arena o tierra arcillosa. Después de 70 a 80 días de incubación, los huevos eclosionan y las nuevas crías emergen del nido al final del verano. En las áreas al norte del rango de distribución las tortugas de caja comunes entran en periodo de hibernación en octubre o noviembre, escondiéndose en tierra suelta, arena, materia vegetal o barro en el fondo de ríos y estanques, o pueden utilizar madrigueras de mamíferos, permaneciendo en su refugio hasta que el frío invierno haya pasado.

## Conservación
Aunque la tortuga de caja común tiene un rango amplio de distribución y fue considerada común en una época, muchas poblaciones están disminuyendo como resultado de diferentes amenazas. El desarrollo agrícola y urbano destruyen sus hábitats mientras el manejo de incendios humanos los degradan. El desarrollo ha traído consigo una amenaza adicional con el aumento de las infraestructuras, provocando que las tortugas sean con frecuencia arrolladas en caminos y carreteras. Las capturas para el tráfico internacional de mascotas también tienen impacto en las poblaciones en algunas áreas. Las características de la historia natural de la tortuga de caja común (alta longevidad y tasa reproductiva lenta) la hacen particularmente vulnerable a tales amenazas. La tortuga de caja común se clasifica entonces como Especie vulnerable en la Lista Roja de la IUCN. La tortuga de caja común también se lista en el apéndice II de la Convención sobre el Tráfico Internacional de especies en peligro (CITES), lo que significa que el táfico internacional de esta especie debe ser monitoreado cuidadosamente para asegurar que es compatible con la supervivencia de la especie.
Esta especie también se encuentra en varias áreas protegidas, algunas de las cuales son lo suficientemente grandes como para proteger las poblaciones de las amenazas del desarrollo, mientras también se puede encontrar en la Reserva de la Biósfera Sierra del Abra Tanchipa en México. Recomendaciones para la conservación de las tortugas de caja comunes incluyen establecer prácticas de manejo durante los desarrollos urbanos en zonas que se traslapan con las áreas de distribución de esta especie, así como futuras investigaciones sobre su historia de vida y el monitoreo de sus poblaciones.

## Reptiles estatales
Las tortugas de caja comunes son el reptil estatal oficial de tres estados de los Estados Unidos: Carolina del Norte y Tennessee (tortuga de caja del este), mientras Misuri tiene a la tortuga de caja de tres dedos.
En Pensilvania, la tortuga de caja del este pasó en una de las Cámaras de la Legislatura, pero no logró ganar el nombramiento final en 2009. En Virginia, proyectos de ley para honrar a la tortuga de caja del este fracasaron en 1999 y luego en 2009. En el fracaso más reciente, un legislador republicano criticó a estos animales por esconderse cobardemente en su caparazón; sin embargo el principal problema en Virginia fue que la especie era estrechamente vinculada al vecino estado de Carolina del Norte.